# Список млекопитающих Техаса
Список млекопитающих Техаса — перечень млекопитающих, которые являются местными или непосредственно обитающими у побережья штата Техас в Соединенных Штатах.
Обладая мягким климатом и разнообразными биомами, от равнин и пастбищ на севере, лесами и болотами на востоке, горами на дальнем западе, пустынями на западе и на юге, и протяженной береговой линией, делает Техас домом для большого разнообразия видов млекопитающих. Его центральное расположение в Соединенных Штатах делает это в точку схождения для ареалов многих видов, обитающих на востоке и западе, а также с его близостью к Мексике, Техас служит северным пределом для нескольких центральноамериканских видов. В то же время, есть много видов, эндемичных для самого Техаса.
Техас признает три вида, как своих млекопитающих — символов штата, включая девятипоясного броненосца, техасского лонгхорна и бразильского складчатогуба. Закон штата защищает множество видов. Те, кого считают видами, находящимися на грани исчезновения, обозначают (T) и те, кого считают вымирающими видами, обозначаются (E). Некоторые виды, считающиеся исчезнувшими в штате, обозначаются (X). Несколько видов были интродуцированы в Техас и создали постоянные популяции, обозначаются (I).

## Броненосцы (Xenarthra,Броненосцевые)
- Девятипоясный броненосец (Dasypus novemcinctus)

## Летучие мыши (Рукокрылые)

### Листоносые летучие мыши (Листоносые)
- Длиннонос Соссюра (Leptonycteris nivalis) (E)
- Мохноногий вампир (Diphylla ecaudata)
- Мексиканский длиннонос (Choeronycteris mexicana)

### Подбородколистые (Подбородколистые)
- Подбородколист Петерса (Mormoops megalophylla)

### Кожановые (Гладконосые летучие мыши)
- Бахромчатая ночница (Myotis thysanodes)
- Бледный гладконос (Antrozous pallidus)
- Большой бурый кожан (Eptesicus fuscus)
- Вечерник серебристый (Lasionycteris noctivagans)
- Виргинский ушан (Plecotus townsendii)
- Восточный красный волосатохвост (Lasiurus borealis)
- Восточный нетопырь-карлик (Pipistrellus subflavus)
- Длинноногая ночница (Myotis volans)
- Западная малая ночница (Myotis ciliolabrum)
- Западный нетопырь (Pipistrellus hesperus)
- Калифорнийская ночница (Myotis californicus)
- Малая бурая ночница (Myotis lucifugus)
- Пещерная ночница (Myotis velifer)
- Пустынный красный волосатохвост (Lasiurus blossevillii)
- Северная длинноухая ночница (Myotis septentrionalis)
- Северный желтый волосатохвост (Lasiurus intermedius)
- Семинольский волосатохвост (Lasiurus seminolus)
- Серый волосатохвост (Lasiurus cinereus)
- Сумеречный гладконос (Nycticeius humeralis)
- Ушан пятнистый (Euderma maculatum) (T)
- Ушан Рафинеска (Corynorhinus rafinesquii)
- Юго-восточная ночница (Myotis austroriparius)
- Южный желтый волосатохвост (Lasiurus ega) (T)
- Юмаская ночница (Myotis yumanensis)

### Складчатогубые (Бульдоговые летучие мыши)
- Большой американский складчатогуб (Nyctinomops macrotis)
- Бразильский складчатогуб (Tadarida brasiliensis)
- Западный эумопс (Eumops perotis)
- Мешотчатый складчатогуб (Nyctinomops femorosacca)

## Хищники (Хищные)

### Псовые (Псовые)
- Американский корсак (Vulpes velox)
- Волк (Canis lupus) (E, X)
- Койот (Canis latrans)
- Рыжий волк (Canis rufus) (E, X)
- Рыжая лисица (Vulpes vulpes)
- Серая лисица (Urocyon cineroeargenteus)

### Медвежьи (Медвежьи)
- Барибал (Ursus americanus) (T)
- Бурый медведь (Ursus arctos) (X)

### Енотовые (Енотовые)
- Енот-полоскун (Procyon lotor)
- Коати (Nasua narica) (T)
- Североамериканский какомицли (Bassariscus astutus)

### Кошачьи (Кошачьи)
- Длиннохвостая кошка (Leopardus wiedii) (E)
- Оцелот (Leopardus pardalis) (E)
- Пума (Puma concolor)
- Рыжая рысь (Lynx rufus)
- Ягуар (Panthera onca veraecrucis) (E, X)
- Ягуарунди (Puma yagouaroundi) (E)

### Тюлени (Ластоногие,Настоящие тюлени)
- Карибский тюлень-монах (Monachus tropicalis) [X]

### Скунсовые (Скунсовые)
- Полосатый скунс (Mephitis mephitis)

### Куньи (Куньи)
- Американский барсук (Taxidea taxus)
- Американская норка (Neovison vison)
- Американский хорёк (Mustela nigripes) (E, X)
- Длиннохвостая ласка (Mustela frenata)
- Канадская выдра (Lontra canadensis)

## Парнокопытные (Парнокопытные)

### Пекариевые (Пекариевые)
- Ошейниковый пекари (Pecari tajacu)

### Оленевые (Оленевые)
- Белохвостый олень (Odocoileus virginianus texanus)
- Вапити (Cervus canadensis merriami) (X)
- Чернохвостый олень (Odocoileus hemionus)

### Вилорогие (Вилорогие)
- Вилорог (Antilocapra americana)

### Полорогие (Полорогие)
- Степной бизон (Bison bison bison)
- Толсторог (Ovis canadensis nelsoni)

## Бурозубочьи (Насекомоядные,Землеройковые)
- Восточноамериканский крот (Scalopus aquaticus)
- Короткохвостая землеройка Эллиота (Blarina hylophaga)
- Малый скрытоух (Cryptotis parva)
- Серая бурозубка (Notiosorex crawfordi)
- Южная короткохвостая бурозубка (Blarina carolinensis)

## Ламантины (Сирены,Ламантиновые)
- Американский ламантин (Trichechus manatus) (E)

## Опоссумы (Didelphimorphia,Опоссумовые)
- Северный опоссум (Didelphis virginiana)

## Зайцы (Зайцеобразные,Зайцевые)
- Водяной кролик (Sylvilagus aquaticus)
- Степной кролик (Sylvilagus audubonni)
- Флоридский кролик (Sylvilagus floridanus)
- Чернохвостый заяц (Lepus californicus)

## Грызуны (Грызуны)

### Бобры (Бобровые)
- Канадский бобр (Castor canidensis)

### Гоферы (Гоферовые)
- Гофер Ботта (Thomomys bottae)
- Желтомордый гофер (Cratogeomys castanops)
- Пустынный гофер (Geomys arenarius)
- Равнинный гофер (Geomys bursarius)
- Техасский гофер (Geomys personatus)
- Geomys attwateri
- Geomys breviceps
- Geomys knoxjonesi
- Geomys texensis

### Мешотчатые прыгуны (Мешотчатые прыгуны)
- Береговой кенгуровый прыгун (Dipodomys compactus)
- Жёлтый мешотчатый прыгун (Perognathus flavescens)
- Знамехвостый кенгуровый прыгун (Dipodomys spectabilis)
- Кенгуровый прыгун Мерриама (Dipodomys merriami)
- Кенгуровый прыгун Орда (Dipodomys ordii)
- Мешотчатый прыгун Мерриама (Perognathus merriami)
- Мексиканский колючий прыгун (Liomys irroratus)
- Пустынный щетинистый прыгун (Chaetodipus penicillatus)
- Скальный щетинистый прыгун (Chaetodipus intermedius)
- Техасский кенгуровый прыгун (Dipodomys elator) (T)
- Шелковистый мешотчатый прыгун (Perognathus flavus)
- Щетинистый прыгун (Chaetodipus hispidus)
- Щетинистый прыгун Нельсона (Chaetodipus nelsoni)

### Мыши и крысы (Мышиные)
- Белогорлый лесной хомяк (Neotoma albigula)
- Белоколенный хомячок (Peromyscus pectoralis)
- Белоногий хомячок (Peromyscus leucopus)
- Болотный рисовый хомяк (Oryzomys palustris)
- Буробрюхий хлопковый хомяк (Sigmodon fulviventer)
- Восточный лесной хомяк (Neotoma floridana)
- Гребенчатый хомячок (Peromyscus boylii)
- Желтобрюхая полёвка (Microtus ochrogaster)
- Желтоносый хлопковый хомяк (Sigmodon ochrognathus)
- Западный хомячок (Reithrodontomys megalotis)
- Золотистый хомячок (Ochrotomys nuttalli)
- Кактусовый хомячок (Peromyscus eremicus)
- Крыса хлопковая (Sigmodon hispidus)
- Кузнечиковый хомячок Мирнса (Onychomys arenicola)
- Мексиканский лесной хомяк (Neotoma mexicana)
- Мексиканская полёвка (Microtus mexicanus)
- Олений хомячок (Peromyscus maniculatus)
- Ондатра (Ondatra zibethicus)
- Равнинный лесной хомяк (Neotoma micropus)
- Северный карликовый хомячок (Baiomys taylori)
- Северный кузнечиковый хомячок (Onychomys leucogaster)
- Сосновая полёвка (Microtus pinetorum)
- Техасский рисовый хомяк (Oryzomys couesi) (T)
- Техасский хомячок (Peromyscus attwateri)
- Хомячок восточный (Reithrodontomys humulis)
- Хомячок горный (Reithrodontomys montanus)
- Хомячок рыжий (Reithrodontomys fulvescens)
- Хомячок хлопковый (Peromyscus gossypinus)
- Peromyscus nasutus
- Peromyscus truei (T)

### Белки (Беличьи)
- Каролинская белка (Sciurus carolinensis)
- Лисья белка (Sciurus niger)
- Мексиканский суслик (Spermophilus mexicanus)
- Пятнистый суслик (Spermophilus spilosoma)
- Сероногий бурундук (Tamias canipes)
- Скалистый суслик (Spermophilus variegatus)
- Техасский суслик (Ammospermophilus interpres)
- Тринадцатиполосый суслик (Spermophilus tridecemlineatus)
- Чернохвостая луговая собачка (Cynomys ludovicianus)
- Южная летяга (Glaucomys volans)

### Дикобразы (Древеснодикобразовые)
- Североамериканский дикобраз (Erethizon dorsatum)

## Киты и дельфины (Китообразные)

### Южные киты (Гладкие киты)
- Северный гладкий кит (Eubalaena glacialis) (E) (мигрирующий)

### Киты (Полосатиковые)
- Горбатый кит (Megaptera novaeangliae) (мигрирующий)
- Малый полосатик (Balaenoptera acutorostrata) (мигрирующий)
- Полосатик Идена (Balaenoptera edeni)
- Синий кит (Balaenoptera musculus) (E) (мигрирующий)
- Финвал (Balaenoptera physalus) (E) (мигрирующий)

### Карликовые кашалоты (Карликовые кашалоты)
- Карликовый кашалот (Kogia breviceps) (T)
- Кашалот-малютка (Kogia simus) (T)

### Кашалоты (Кашалотовые)
- Кашалот (Physeter macrocephalus) (E)

### Клюворылые (Клюворылые)
- Антильский ремнезуб (Mesoplodon europaeus) (T)
- Клюворыл (Ziphius cavirostris) (T)
- Тупорылый ремнезуб (Mesoplodon densirostris)

### Дельфины (Дельфиновые)
- Афалина (Tursiops truncatus)
- Белобочка (Delphinus delphis)
- Большелобый продельфин (Stenella frontalis) (T)
- Длиннорылый продельфин (Stenella longirostris)
- Малая косатка (Pseudorca crassidens) (T)
- Карликовая косатка (Feresa attenuata) (T)
- Короткоплавниковая гринда (Globicephala macrorhynchus) (T)
- Короткорылый продельфин (Stenella clymene)
- Косатка (Orcinus orca) (T)
- Крупнозубый дельфин (Steno bredanensis) (T)
- Полосатый продельфин (Stenella coeruleoalba)
- Серый дельфин (Grampus griseus)
- Узкорылый продельфин (Stenella attenuata)
- Широкомордый дельфин (Peponocephala electra)

## Интродуцированные животные

### Мыши и крысы (Мышиные)
- Домовая мышь (Mus musculus) (I)
- Серая крыса (Rattus norvegicus) (I)
- Чёрная крыса (Rattus rattus) (I)

### Нутрия (Нутриевые)
- Нутрия (Myocastor coypus) (I)

### Олени (Оленевые)
- Аксис (Axis axis) (I)
- Благородный олень (Cervus elaphus) (I)
- Индийский замбар (Rusa unicolor) (I)
- Лань (Dama dama) (I)
- Пятнистый олень (Cervus nippon) (I)

### Овцы и бизоны (Полорогие)
- Гарна (Antilope cervicapra) (I)
- Гривистый баран (Ammotragus lervia) (I)
- Нильгау (Boselaphus tragocamelus) (I)
- Орикс (Oryx gazella) (I)

### Свиньи (Свиньи)
- Кабан (Sus scrofa) (I)